# Dzimma
A dzimma (arabul: ذمة,  ad-dhimmah) a muszlimok megállapodása  „a könyv népeivel”  (ahl al-kitáb), mely alapján azoknak adófizetés fejében nem esik bántódásuk (védelmet, dzimmát élveznek) és nem kell áttérniük. A különleges státuszt biztosító dzimmát élvező személy elnevezése dzimmí, a védett rétegek összessége pedig az ahl adz-dzimma, azaz „a dzimma népe”.
A Korán szerint Ábrahám, az ősatya, sem zsidó, sem keresztény nem volt, hanem lényegében ő volt az első "muszlim". A zsidók és a keresztények pedig, akik üldözték és gyakran meg is gyilkolták saját prófétáikat, meghamisították az eredeti isteni üzenetet, amelyet azután a maga teljes igazságában Mohamed hozott nyilvánosságra. Az iszlám “Millat Ibráhímnak” (Ábrahámi vallási közösség) nevezi magát, hiszen Ibrāhīm/Ábrahám a próféták atyja „Abú al-Anbijá”, aki elsőként kapott szent iratokat, tekercseket. Ábrahám a monoteizmus felismerője és így vele kapcsolatban jelent meg először az iszlám szó (maga az arab iszlám szó alapvető jelentése: „Isten akaratának való alávetés” vagy „Isten akaratában való megbékélés, megnyugvás”), önmaga Allahnak való alárendelése. Ez arabul a millat, azaz Ábrahám vallása. Ábrahám a mekkai Kába szentély építője, aki a gyermeke feláldozására is kész.

## A védelem feltételei
A védelem alatt állók, az ahl al-dzimma megtarthatták szokásaikat, de felvonulásaik és vallási megmozdulásaik korlátozások alá estek; nem rendezhettek felvonulásokat, nem mutogathatták nyilvánosan vallási jelképeiket, és különösképpen tiltották a muszlimok térítésére irányuló törekvéseiket. A bíróságon tanúként nem ért annyit a szavuk, mint egy igazhívő férfié, valamint nem vállalhattak szerepet a közéletben, és nem viselhettek katonai vagy adminisztratív hivatalt. Cserében a hitközségükön belül felmerülő kérdéseket saját hatáskörben orvosolhatták, és csak muszlimokat is érintő esetben ítélkezett felettük a kádi.

## A védelem alatt állók adóztatása
Az egyistenhívő nem muzulmán lakosok egyrészt fejadóval (dzsizja), másrészt az általuk birtokolt földterület adójával (harádzs) tartoztak a rendszert kialakító kalifátusnak, míg a muszlimok mentesek voltak ezen adók alól, nekik a zakátot (évenkénti kötelező adomány, "szegényadó") kellett megfizetniük.

## Al addhimmah(a védelmi szerződés népe)
Mohamed próféta életében a „könyv népei” a keresztények, zsidók, szamaritánusok, zoroasztriánusok voltak. Az iszlám hódítás alatt a dhimmik, a könyves népek fejadót (dzsizját) fizettek, amely alapján adófizetés ellenében nem esett bántódásuk, különleges státuszt biztosított és nem kellett áttérniük az iszlám hitre. A Korán megparancsolja, hogy a muszlimok harcoljanak a zsidók és a keresztények ellen addig, „ … amíg készségesen meg nem fizetik a dzsizját (fejadót), megadva magukat.” (Korán 9:29.)
dhimmi [ar.]
A „védelmezett emberek” (al addhimmah) csoportjához tartozó személy az iszlám államon belül. A zsidók és a keresztények eleve megkapták ezt a pozíciót. A dhimmiknek teljes joguk volt vallásuk gyakorlására, illetve vallási törvényeik alkalmazására közösségeiken belül. Az iszlám jog szerint egy dhimmi (nem muszlim állampolgár) életét, tulajdonát és becsületét éppen úgy védelmezni kell, mint a muszlim polgárokét. Védelmük szavatolása, illetve a katonai szolgálat alól való mentességükért cserébe a dhimmik az államnak adót (dzsizját) fizettek.
A Korán szerint a védelmi pénzt csak a könyves népektől lehetett beszedni, és csak ők élvezhettek védelmet. Az ahl al-ḏimma (a védelmi szerződés népe) egyszerre jelent olyan embereket, akik védelem alatt állnak, illetve olyanokat, akik bűnösök. Dhimmi minden muszlim hatalom alatt élő nem muszlim. A dhimmi az a jogi környezet, amelynek a dhimmik alá vannak vetve. Nem létezett külön világi törvénykezés, a jog legfőbb forrása a Korán. Magyarországon a török hódoltság idején a legfontosabb állami adón a hadiadón (harádzs) kívül, a nem muzulmán vallásúaktól védelem fejében külön fejadót is szedett a török hatóság, aki azonban áttért az iszlám hitre, az mentesült a fizetése alól, ami természetesen az iszlám terjedésének kedvezett.
A kalifátus eszméjének  terjedése, az Iszlám Állam nevű terrorszervezet 2014-es fellépésekor, az eretneknek tekintett siítákat (arabul as-sía (الشيعة) az iszlám legnagyobb vallási kisebbsége, mely ma a muszlimok 10-13%-át egyesíti), a jeziditákat (kurd nemzetiségű vallási kisebbség) és a „könyv népeit” is, a szunnita iszlámra való áttérésre vagy a menekülésre kényszerítette. Bár a dhimmi védelmet biztosít a könyves népek csoportjainak, azonban ők mégis többnyire a menekülést választották és az elvándorlás felerősödött.

## A dhimmikre vonatkozó szabályok a középkorban
A muszlimok jogi értelemben a dhimmiket sohasem tekintették magukkal egyenlőeknek. Számtalan különbséget tevő szabály vonatkozott a dhimmikre: megkülönböztető (zunnār) kellett viselniök, nem építhettek a muszlimokénál magasabb házat...
I. al-Mutavakkil abbászida kalifa olyan diszkriminatív intézkedéseket hozott, hogy a keresztények és általában a dhimmík hordjanak mézszínű csuklyát (ṭaylasān) és övzsinórt (zunnār), továbbá:
- a muszlimok közötti jogi vitákban egy dhimmi véleménye vagy tanúskodása mit sem számított;[7]
- a dhimmi csakis szamáron ülhetett, oldalról, egyenesen nem, lovon sehogyan sem.[8]
- Ha muszlim férfi vett el (vagy ejtett teherbe) keresztény nőt, a gyerekeiknek muszlimként kellett felnőniük; ha keresztény férfi vett el muszlim nőt, halállal bűnhődött.[9]
- ha egy keresztény sértőleg beszélt a prófétáról (Mohamed), halállal bűnhődjék; a próféta megsértése a "védelmi szerződés" megsértésének számított.[10]
- a dzsízja egyfajta védelmi pénz volt, amit megalázó körülmények között kellett beszedni, hogy a dhimmit alávetett voltára emlékeztesse.[11]
- a muszlim aki megerőszakolt egy szabad keresztény nőt, megkorbácsoltatott. A dhimmi aki megerőszakolt egy szabad muszlim nőt, halállal lakolt.[12]
- aki megrágalmazott egy muszlimot, megkorbácsoltatott; aki megrágalmazott egy dhimmit, nem korbácsoltatott meg.[12]
- a dhimmi a vérdíj (kompenzáció sérülésért vagy halálért) felére volt jogosult a muszlimhoz képest;[12]
- egy muszlimnak lehetett dhimmi szolgája, egy dhimmininek nem lehetett muszlim szolgája;[8]
- amikor egy muszlim és egy dhimmi találkozott, a dhimminek előre kellett köszönnie;[8]
- a dhimminek állnia kellett a muszlim jelenlétében;[7]
- a dhimmi nem hordhatott semmiféle fegyvert;[7]
- a keresztény templomoknak nagyobb vásárok alkalmával be kellett zárniuk; míg a müezzin naponta ötször szólított imára, a keresztényeknek meg volt tiltva harangozni; mecseteket nem alakíthattak templommá, de az gyakran előfordult, hogy a templomból mecsetet csináltak. Új templomokat csak a városfalon kívül építhettek, engedéllyel; szintén engedély kellett meglévő templomot renováltatni. A keresztény templomoknak alacsonyabbnak kellett lenniük a mecseteknél. A keresztényeknek meg volt tiltva keresztet vagy feszületet közterületen és templomok falán kiállítani, és testükön, ruhájukon viselni. Ezen korlátozások többségét a dhimmik megalázására hozták létre.[7]

Ezek a törvények az Oszmán Birodalom görög és balkáni alattvalóira is sokáig érvényesek voltak. Az iszlám területeken a dhimmik több esetben tömegével tértek át az iszlámra. Hajdani virágzó keresztény közösségek és központok sokasága tűnt el, vált muszlimmá. Bár Egyiptom középkori történetében hoztak törvényeket a koptok és a egyéb keresztény felekezetek szerzett jogainak csorbítására, ennek többnyire nem szereztek érvényt. Meg kell jegyezni, hogy a keresztes hadjáratok nagyban rontották a könyv népeinek muszlim megítélését is.
Ugyanakkor ezek a törvények koronként és vidékenként rendkívüli mértékben eltértek, finomodtak. A mórok uralta Ibériai-félszigeten a nem muszlim vallásúak nagyfokú szabadságot élveztek. A zsidók és keresztények szabadon gyakorolhatták vallásukat, saját törvényeik szerint éltek és maguk intézték az adók beszedését, maguk gondoskodtak a közrendről.  A könyv népei egyes iszlám területeken megőrizhette kultúráját (lásd. a zsidók, szír keresztények, koptok), a zsidók és keresztények néhány foglalkozásban megbecsülést szereztek (pl. orvoslás). A cordóbai kalifátus alatti u.n. convivencia a vallások és kultúrák békés egymás mellett élésének kiugró példája.